# 前453年
| 千纪： | 前1千纪 |
| 世纪： | 前6世纪 \| 前5世纪 \| 前4世纪 |
| 年代： | 前480年代 \| 前470年代 \| 前460年代 \| 前450年代 \| 前440年代 \| 前430年代 \| 前420年代                                                                                                 |
| 年份： | 前458年 \| 前457年 \| 前456年 \| 前455年 \| 前454年 \| 前453年 \| 前452年 \| 前451年 \| 前450年 \| 前449年 \| 前448年                                                                   |
| 纪年： | 周貞定王十六年 魯悼公十五年 齊宣公三年 晉出公二十二年 趙襄子二十三年 秦厉共公二十四年 楚惠王三十六年 宋昭公十六年 衛敬公十二年 蔡元侯四年 鄭共公二年 燕成公二年 越王不壽五年 杞出公八年 |

## 大事記
- 智伯瑤引汾水淹灌晉陽城。
- 韓、趙、魏三家滅智伯，分其地，是為三晉。

## 逝世
- 荀瑶，又稱智伯、知襄子，春秋末年晉國四卿之一，知宣子之子。